# Avenul Câmpeneasa cu Izbucul Boiu
Avenul Câmpeneasa cu Izbucul Boiu (monument al naturii) alcătuiesc o arie protejată de interes național ce corespunde categoriei a III-a IUCN (rezervație naturală de tip speologic), situată în Crișana, pe teritoriul județului Bihor.

## Localizare
Aria naturală se află în extremitatea sud-estică a județului Bihor (aproape de limita de graniță cu județul Arad, pe teritoriul administrativ al orașului Vașcău, în sud-estul satului Câmp.

## Descriere
Rezervația naturală cu o suprafață de un hectar a fost declarată arie protejată prin Legea Nr.5 din 6 martie 2000 (privind aprobarea Planului de amenajare a teritoriului național - Secțiunea a III-a - zone protejate, publicată în Monitorul Oficial al României, Nr.152 din 12 aprilie 2000) și se suprapune sitului de importanță comunitară - Platoul Vașcău.
Aria protejată Avenul Câmpeneasa cu Izbucul Boiu reprezintă o peșteră activă străbătută de apele pârâului Țarinii (afluent al râului Crișul Poienii) care intră în subteran prin Avenul Câmpeneasa (pe un traseu de 1,31 km, în trecere formând o cascadă cu o cădere de 54 de m.) din satul Izbuc; și iese din nou la suprafață în orașul Vașcău (la capătul străzii Cerbului). De la ieșirea din aven și până la vărsare apa curgătoare poartă denumirea de Pârâul Boiu.